# Julie de Boor Ploos van Amstel
Pour les articles homonymes, voir De Boor.
Julie de Boor Ploss van Amstel, née le 21 juillet 1848 à Hambourg, et morte le 11 juin 1932 dans la même ville, est une portraitiste allemande.

## Biographie
Julie de Boor Ploos van Amstel voit le jour le 21 juillet 1848 de son père Moritz Adolf Unna.
Après la mort de son premier mari, Adrian Ploos van Amstel, Julie de Boor étudie en cours privé auprès d'Eleonore Göttsche en 1874, puis à Berlin et à Paris entre 1875 et 1880.
De retour en 1880 à Hambourg avec son deuxième et futur mari, Clause Hermann de Boor avec qui, elle a eu une fille, la future Paula Meistern), elle devient rapidement populaire grâce à ses œuvres (environ 400 portraits). Le couple s'est marié en 1893. 
Julie de Boor Ploos van Amstel meurt le 11 juin 1932, emplie d'amertume que le portrait ne soit plus prisé du public comme auparavant.